# سید محمدعلی رحیمی
سید محمدعلی رحیمی (زاده ۱۹ تیر ۱۳۳۶ در اهواز - ۲ اسفند ۱۳۷۵ در پاکستان) مسئول خانه فرهنگ جمهوری اسلامی ایران واقع در دهلی نو (به مدت هفت سال) و رایزن فرهنگی ایران در پاکستان بود که توسط گروه جنگهوی کشته شد.

## زندگی‌نامه
رحیمی در ۱۹ تیرماه ۱۳۳۶ در شهر اهواز به دنیا آمد. وی دوران کودکی و تحصیلات ابتدایی را در شهر اندیمشک گذراند. سپس تحصیلات متوسطه را در تهران به پایان رساند و در سال ۱۳۵۹ ازدواج کرد.
وی در سازمان فرهنگ و ارتباطات اسلامی مشغول به کار شد. رحیمی در طی فعالیت خود در سازمان، ماموریت‌های مختلفی به کشورهای آسیایی و آفریقایی از جمله هندوستان، پاکستان، افغانستان و نیجریه، جهت بررسی اوضاع مسلمانان، داشت.
رحیمی در سال ۱۳۶۰ مسئولیت کانون بعثت در جنوب تهران را عهده‌دار شد و بعد از آن، بمدت یک ماه به کشور پاکستان رفت. بعد از این مأموریت مسئولیت اداره خانه فرهنگ جمهوری اسلامی ایران واقع در دهلی نو را به وی واگذار شد. این مأموریت ۷ سال به طول انجامید.

## مرگ
وی در سال ۱۳۷۴ به عنوان رایزن فرهنگی و مسئول خانه فرهنگ جمهوری اسلامی ایران به کشور پاکستان رفت. فعالیت‌های وی به عنوان رایزن فرهنگی جمهوری اسلامی موجب شد تا بارها از سوی گروه‌های تندرو تهدید شود. وی در ۲ اسفند ۱۳۷۵ توسط گروه جنگهوی ترور شد. وی در ۱۵ اسفندماه همان سال در بهشت زهرا تهران، قطعه ۵۰، ردیف ۱۳، شماره ۱۷ دفن گردید.

## آثار ساخته شده در مورد رحیمی
- کتاب رسول مولتان در مورد زندگی و فعالیت‌های رحیمی[۷]
- مستند ابوذرها نمی‌میرند[۸]